# Обуховичі
Обухо́вичі — село в Україні, у Іванківській селищній громаді Вишгородського району Київської області. Населення становить 1640 осіб.
Село віднесене до III зони добровільного гарантованого відселення.

## Розташування
Село Вишгородського району Київської області. Входить до складу Іванківської селищної громади.
Відстань від Обуховичів до центру громади — 12 кілометрів. До обласного центру та найближчої залізниці — 82 кілометри.
Через Обуховичі проходить автомагістраль Р — 02 Київ — Овруч в напрямку до республіки Білорусь.
Через село тече річка Мурава, права притока Болотної.

## Історія
Перша згадка про село датується кінцем XVI століття.
7 (20) листопада 1917 року, відповідно до Третього Універсалу Української Центральної Ради, увійшло до складу Української Народної Республіки.
12 червня 2020 року, відповідно до розпорядження Кабінету Міністрів України № 715-р «Про визначення адміністративних центрів та затвердження територій територіальних громад Київської області», увійшло до складу Іванківської селищної територіальної громади.
19 липня 2020 року, в результаті адміністративно-територіальної реформи та ліквідації Іванківського району, село увійшло до складу новоутвореного Вишгородського району.
З кінця лютого до 1 квітня 2022 року під час російсько-української війни село було окуповане російськими військами.

## Населення
Станом на 1 січня 2008 року в Обуховичах проживало 1432 особи.

### Мова
Розподіл населення за рідною мовою за даними перепису 2001 року:
| Мова                | Відсоток |
| ------------------- | -------- |
| українська          | 97,32%   |
| російська           | 2,50%    |
| інші/не визначилися | 0,18%    |

## Культура
Обуховицьке ткацтво — узористе ткацтво, нематеріальна культурна спадщина. Вироби обуховицьких майстринь прославились не лише в Україні, а й закордоном, а багатьом з них неодноразово присвоювався державний «знак якості», зокрема виробами жителів Обуховичей милувались в Канаді, Японії та Болгарії. Нитка піткання, яку прокладає човник, лягає поверх чи під низом ниток основи, а певна послідовність цього чергування і створює врешті той чи інший візерунок, що укладається поперечними смугами на всю ширину тканини. Цей спосіб ткацтва називається ремізно-човниковим. Саме цією технікою з давніх часів користувалися обуховицькі ткалі для створення узористих рушників скатертин-настільників, ряден тощо. В обуховицьких рушниках, виконаних технікою ремізно-човникового ткацтва, деякі елементи візерунка виконуються способом ручного перебору (тут його називають «тканням під руку»). У цій техніці група ниток основи відтягується вручну, і між ними прокидається, також рукою, а не човником, нитка, змотана у невеликий клубочок. Це дає змогу смузі орнаменту чергувати окремі візерунки різного кольору. Зокрема, так робляться візерунки у вигляді кількох вертикальних стовпчиків, які в Обуховичах називають «мотилями». Візерунки пістрявотканих «радюжок» - покривал, якими вкривають ліжка та дивани, називають «шибами», «барвінком» та «хмарами». Ромбічні візерунки рушників, що чергуються зі смугастими мотилями, називають проскурками, а дрібний візерунок ряден, який у деяких місцевостях зветься «риб’ячою лускою», тут має назву «кружок».

## Інфраструктура
В Обуховичах є Музей ткацтва (працює з 1984 року), Обсяг фондів музею — 150 одиниць (декоративно-ужиткове мистецтво — 8748, твори із тканини — 68, та ін.). Будинок культури, бібліотека, відділення зв'язку, школа І — III ступенів.

## Економіка
Для мешканців Обуховичів характерними є картопляно-льонарський напрямок ведення сільського господарства та тваринництво.

## Відомі люди
народилися
- Бондарева Ольга Кирилівна (нар. 1932) — майстриня декоративного мистецтва, ткаля.
- Верес Валентина Іванівна (нар. 1951) — майстриня художнього ткацтва.
- Верес Ганна Іванівна (1928—2003) — майстриня художнього ткацтва.
- Верес Олена Іванівна (1962—2009) — українська художниця перебірного ткацтва.
- Пособчук Марія Маркелівна (1900—1992) — народна майстриня художнього ткацтва.
- Скопич Петро Іванович (нар. 1940) — заслужений меліоратор Української РСР.
- Шабельніков Михайло Федорович (нар. 1927) — фельдшер, заслужений працівник охорони здоров'я України.

мешкав
- Варельджан Микола Альбертович (нар. 16 січня 1960) — заслужений працівник соціальної сфери України (29.10.2009), директор Сукачівського психоневрологічного будинку — інтернату, нагороджений Дипломом лауреата і почесним знаком «Патріот Київщини — 2007», його ім'я вміщене в довіднику «Ділова Київщина» (2007) та в енциклопедії «Кращі люди України» (2009). Уродженець с. Кіщенці Черкаської області, з 1986 р.

## Галерея

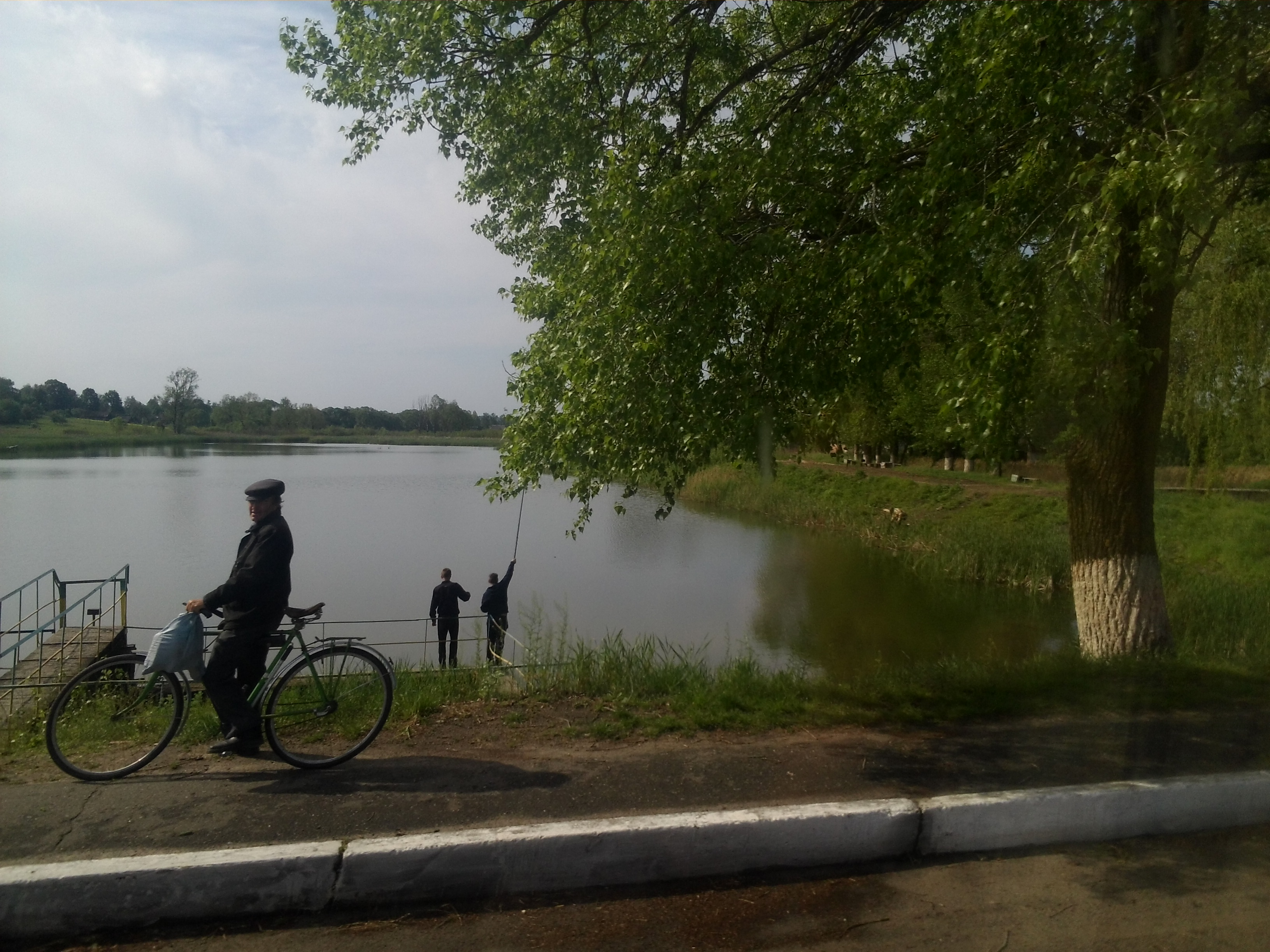
Ставок в Обуховичах
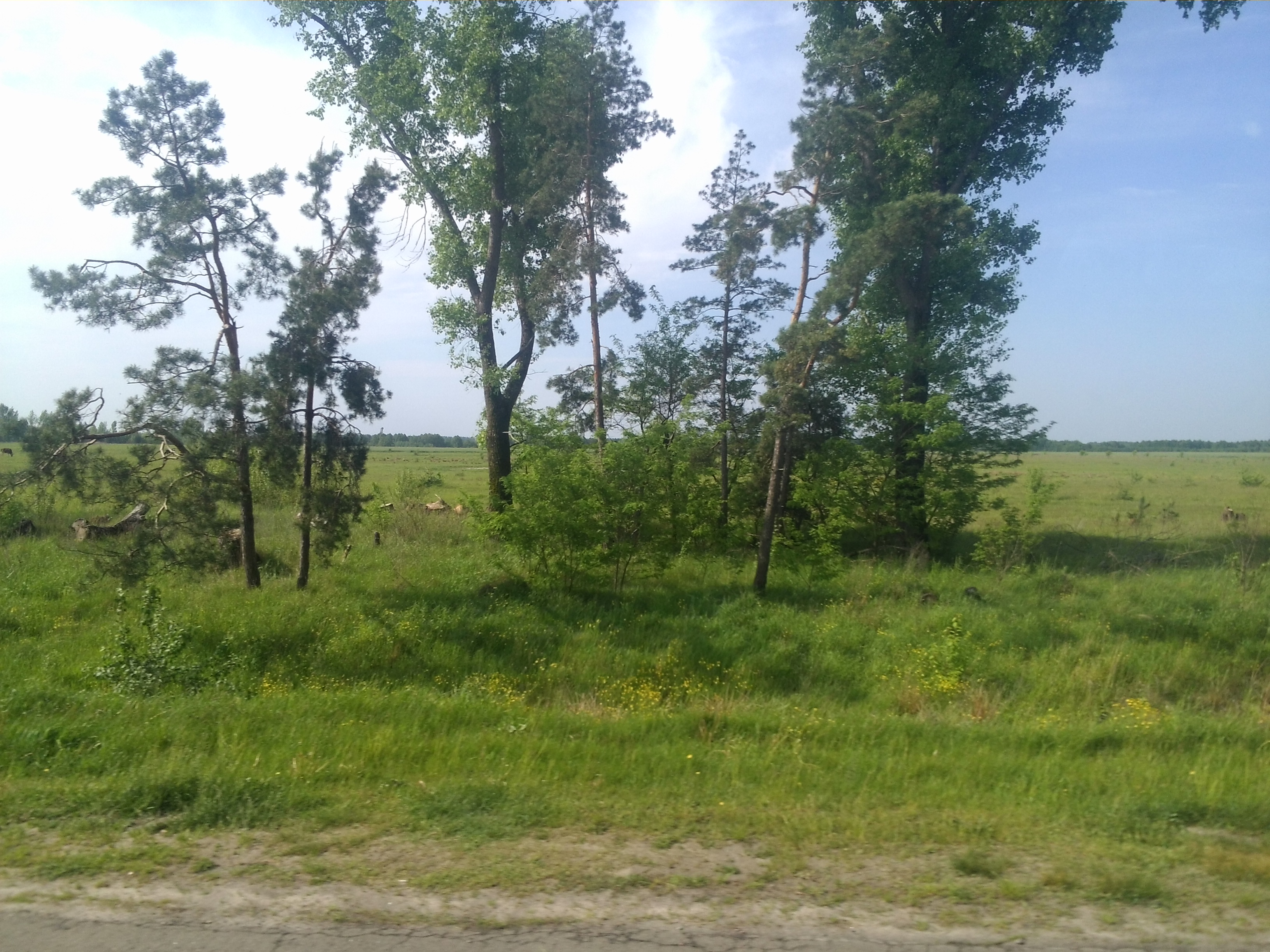
Краєвид поблизу села